# Schorssow
Schorssow est une municipalité allemande du land de Mecklembourg-Poméranie-Occidentale et l'arrondissement de Rostock.

## Personnalités liées à la ville
- Ina-Maria von Bassewitz (1888-1973), princesse née à Schorssow.